# Sébastien Fournet-Fayard
Pour les articles homonymes, voir Fournet et Fayard.
Sébastien Fournet-Fayard est un coureur cycliste français né le 25 avril 1985 à Clermont-Ferrand. Engagé comme stagiaire au sein de la formation Crédit agricole au second semestre 2007, il est professionnel dans l’équipe CarmioOro-NGC entre 2008 et 2010. Outre plusieurs sélections en équipe de France espoirs, son palmarès comprend des victoires sur des épreuves inscrites au calendrier de l'Union Cycliste Internationale (dont le classement général du Tour cycliste international de la Guadeloupe) et des courses par étapes réputées chez les amateurs. Il est membre de l'équipe auvergnate Pro Immo Nicolas Roux entre 2013 et 2019.

## Biographie

### Débuts cyclistes et première carrière chez les amateurs
Sébastien Fournet-Fayard commence le cyclisme en 2003 au VC Cournon d'Auvergne. Il obtient sa première victoire importante en 2004 quand il remporte le Circuit de la Petite Chaîne des Puys en 2 étapes. 
Il court pour l’Entente Cycliste Clermont Communauté en 2005 et gagne cette année là le Grand Prix des Cornards à Beaumont. Il termine aussi deuxième de la cyclosportive la Pierre Chany derrière le futur coureur professionnel Nicolas Baldo.
Membre de l'Entente Cycliste Montmarault Montluçon en 2006, il obtient au cours de cette saison le premier de ses titres de champion d'Auvergne du contre-la-montre. La même année, il se classe quatrième du Tour de Franche-Comté et glane une médaille d'argent lors de la course en ligne des championnats d'Auvergne.
La saison suivante, il s'impose sur plusieurs courses du calendrier amateur français. Il s'adjuge ainsi des étapes au Tour Nivernais Morvan, au  Tour de la Dordogne (contre-la-montre) et au Tour de la Creuse (contre-la-montre par équipes). Il gagne également le Prix des vins nouveaux et le Grand Prix de Billy. À l'aise en montagne, il se classe à trois reprises dans les six premiers des étapes de la Ronde de l'Isard d'Ariège et termine sixième du classement général de cette course inscrite au calendrier de l'UCI Europe Tour. Intéressés par son profil et ses performances, les dirigeants de l'équipe professionnelle Crédit agricole l'engage en tant que stagiaire au second semestre. Sa bonne tenue au cours de l'exercice 2007 lui ouvre également les portes de l'équipe de France espoirs de cyclisme sur route au sein de laquelle il est sélectionné à plusieurs reprises. Vêtu du maillot tricolore, il participe notamment au Tour du Limousin et au Tour de l'Avenir qui emprunte les routes auvergnates cette année-là.

### Carrière professionnelle
Après son expérience de 2007 au sein de la formation Crédit agricole dirigée par Roger Legeay, Sebastien Fournet-Fayard devient professionnel en 2008 au sein de l’équipe A-Style Somn. Il n'obtient qu'assez peu de résultats probants pour ses premiers pas chez les professionnels. Sa meilleure performance de la saison n'est en effet qu'une trente-sixième place obtenue au Tour de Toscane en Italie. Il est aussi quarante-deuxième du Grand Prix de l'industrie et de l'artisanat de Larciano et soixante-quatrième du Tour de l'Ain, que remporte le coureur allemand Linus Gerdemann devant les Français David Moncoutié et Stéphane Goubert.
Au cours de l'année 2009, il termine dixième de l'étape du Tour du Gévaudan dont l'arrivée est jugée au sommet de la Montée Laurent Jalabert sur les hauteurs de la ville de Mende. Par ailleurs, il dispute le Tour de Hainan où il joue un rôle dans la victoire au classement général de son coéquipier Francisco Ventoso  et plusieurs autres épreuves par étapes (dont le Tour de Slovénie, celui du Trentin ou encore la Semaine internationale Coppi et Bartali) avec la formation CarmioOro-A Style.
En 2010, il participe de nouveau à plusieurs courses par étapes comme l'Étoile de Bessèges qu'il termine à la cinquante-deuxième place, la Semaine cycliste lombarde et le Tour de Turquie entre février et avril. Plus tard dans la saison, il est au départ du Tour de La Rioja qu'il boucle en trente-septième position, et obtient son meilleur résultat de l'année au Grand Prix Nobili Rubinetterie (Coppa Città di Stresa) où il se classe trente-troisième. Le 16 octobre 2010, il prend part à la cent-quatrième édition du Tour de Lombardie que gagne le champion belge Philippe Gilbert. 
À la suite de l'arrêt de l'équipe CarmioOro-NGC fin 2010, il est contraint de quitter le monde du cyclisme professionnel et de redescendre chez les amateurs.
S'il n'obtient aucune victoire pendant ses trois années passées chez les professionnels, Sébastien Fournet-Fayard joue un rôle apprécié d'équipier pour ses différents leaders. Au cours de cette période, et dans cette fonction, il  épaule et accompagne notamment les coureurs espagnols Sergio Pardilla et Francisco Ventoso ainsi que le Kazakh Maxim Gourov.

### Le retour chez les amateurs

#### 2011 - 2012: Véranda Rideau Sarthe et Vulco-VC Vaulx-en-Velin
En 2011, il s'engage avec la formation Véranda Rideau Sarthe en Division nationale 1. Il n'est pas conservé par ses dirigeants malgré une très bonne fin de saison qui le voit s'imposer notamment sur Paris-Connerré devant le futur coureur professionnel Angelo Tulik et le Circuit des deux ponts à Culan. 
Il signe dans l'équipe Vulco-VC Vaulx-en-Velin pour exercer sa passion en 2012.  Il n'engrange aucun succès sous les couleurs du club de la banlieue lyonnaise mais se classe tout de même troisième du Tour d'Auvergne et sixième du Tour de Franche-Comté.

#### 2013-2019: Pro Immo Nicolas Roux
Fin 2012, la presse spécialisée dans le cyclisme amateur annonce que le natif de Clermont-Ferrand retourne dans sa première équipe, la formation auvergnate Pro Immo Nicolas Roux (nouvelle appellation du VC Cournon d'Auvergne) victorieuse de la coupe de France des clubs de DN3 en 2012. Ce retour aux sources permet à Sébastien Fournet-Fayard de renouer avec les podiums en 2013 puisqu'il obtient un total de six bouquets pour sa première saison chez Pro Immo Nicolas Roux. À la faveur de ce changement, il redevient en effet champion d'Auvergne sur route et remporte aussi d'autres épreuves comme le Grand Prix de Gleizé, le Souvenir René Jamon ou la Montée de Berzet. Au dernier trimestre, il glane également quelques points UCI grâce à sa participation au Grand Prix Chantal Biya où il se classe troisième de la deuxième étape.
Il obtient sept victoires en 2014. Il gagne notamment le classement général du Tour du Jura après avoir préalablement remporté deux étapes (dont un contre-la-montre par équipes). Il s'offre aussi des étapes au Tour de l'Ardèche méridionale en début de saison et au Tour de Tarentaise. Par ailleurs, il parvient à conserver son titre de champion d'Auvergne sur route.
Le coureur auvergnat engrange trois nouveaux trophées en 2015 grâce à ses succès obtenus au Circuit boussaquin, au Grand Prix des Foires d'Orval (une manche du challenge Boischaut-Marche où il devance l'ancien coursier professionnel Mickaël Larpe) et à la sixième étape du Tour de La Réunion. Il est aussi second du Chrono de Tauxigny derrière son coéquipier Rémi Cavagna et troisième du Grand Prix de Villapourçon.
Au cours de l'été 2016, il gagne le Tour d'Auvergne et une étape du Tour cycliste international de la Guadeloupe. Quelques semaines plus tard, il s'adjuge le Tour du Pays de Gex-Valserine. La saison 2016 lui offre aussi la chance de devenir à la fois le premier coureur de l'histoire à inscrire son nom au palmarès du championnat de la nouvelle région administrative Auvergne-Rhône-Alpes de course en ligne et le dernier à être couronné champion d'Auvergne du contre-la-montre. En novembre, et pour clôturer sa saison, il participe au Tour du Rwanda (UCI Africa Tour). Il commence l'épreuve par une septième place acquise lors de la première étape mais doit abandonner malade avant la fin de la course. Cette saison réussie lui permet de gagner un total de dix courses ainsi que quelques maillots distinctifs et prix annexes.
Au premier semestre 2017, il remporte le classement de meilleur grimpeur du Tour du Jura (épreuve qui appartient pour la première fois au calendrier de l'UCI Europe Tour). Quelques jours plus tard, il décroche un second titre de champion d'Auvergne-Rhône-Alpes. Durant l'été, il participe une nouvelle fois au Tour cycliste international de la Guadeloupe et remporte cette course grâce à ses talents de rouleur. Sa seconde place dans le contre-la-montre en bosse derrière Juan Murillo le troisième jour ainsi que sa victoire dans le contre-la-montre couru la veille de l'arrivée lui permettent de rester proche des leaders du classement général avant de porter l'estocade le dernier jour de l'épreuve antillaise grâce à une attaque dans les derniers kilomètres, qui lui permet de distancer ses rivaux. En fin de saison, il gagne La Jean-Patrick Dubuisson et le Prix des vendanges avant de terminer son année au Tour du Rwanda.
Son début de saison 2018 est perturbé par la naissance de son fils et il ne remporte ses premières courses qu'au mois de juin (Grand Prix By My Car à Liergues et première étape du Tour Nivernais Morvan). Toujours en juin, il glane une médaille de bronze lors du championnat de France du contre-la-montre amateurs. Il s'adjuge la première étape (un contre-la-montre) du Tour de Tarentaise au mois de juillet. Le coureur auvergnat participe ensuite au Tour de la Guadeloupe, où il joue d’abord un rôle d'équipier auprès de Mickaël Guichard, qui porte le maillot jaune de leader de cette course pendant plusieurs jours avant d’abandonner à la suite d’une chute. S’il ne peut réitérer son succès au classement général de l’année précédente, Sébastien Fournet-Fayard termine tout de même septième de l'épreuve antillaise et remporte l'avant dernière étape ainsi que le classement par équipes avec la formation Pro Immo Nicolas Roux.
Il joue essentiellement un rôle d'équipier et de capitaine de route au sein de l'équipe Pro Immo Nicolas Roux au cours de l'année 2019. Il gagne tout de même le Circuit des deux ponts à Culan (huit ans après sa première victoire sur cette épreuve qu'il remporte alors à la suite d'une échappée menée avec Romain Bardet). Il s’adjuge également le Grand Prix des Fêtes de Cénac-et-Saint-Julien.  Il termine aussi deuxième du réputé Grand Prix de Vougy et d'une étape du Tour d'Auvergne. En outre, il est troisième du Grand Prix de Villapourçon, du Chrono Chatelleraudais (contre-la-montre) et du Grand Prix Danièle Masdupuy. Comme annoncé depuis plusieurs mois, il met fin à sa carrière de coureur cycliste en fin de saison après avoir été salarié dans le milieu du vélo depuis 2006.

### Reconversion professionnelle
Interviewé par un site Internet spécialisé dans le cyclisme en septembre 2019, il déclare avoir trouvé un emploi au sein d'une entreprise œuvrant dans le domaine du textile et dirigée par l'ancien coureur professionnel Claude Séguy.

## Palmarès et résultats

### Palmarès par année
| - 2004 - Grand Prix de Gelles - 1re étape du Tour du Pays Sostranien - 2005 - Prix des Cornards - Grand Prix de Gelles - Grand Prix de Meyrueis - Prix Paul-Guignard - 3e du championnat d'Auvergne de cyclo-cross espoirs - 2006 - Champion d'Auvergne du contre-la-montre - Route des Villes d'Eaux - 3e du Circuit des Deux Ponts - 2007 - 5e étape du Tour Nivernais Morvan - 1re étape du Tour de la Dordogne (contre-la-montre) - 1re étape du Tour de la Creuse (contre-la-montre par équipes) - Prix des Vins Nouveaux - Grand Prix de Billy - 2e du Tour de la Dordogne - 2e du Grand Prix de Culan - 2e du Tour du Canton des Aix-d’Angillon - 2e du Circuit des Deux Ponts - 3e de la Cinturó de l'Empordà - 3e du Tour d'Ampurdan - 2011 - Grand Prix de Billy - Circuit des Deux Ponts - Paris-Connerré - 2e du Grand Prix de Saint-Symphorien-sur-Coise - 3e du Grand Prix de Vougy - 3e du Tour du Chablais - 2012 - 3e du Tour d'Auvergne - 2013 - Champion d'Auvergne sur route - Souvenir René-Jamon - La Commentryenne - Grand Prix de Gleizé - 3e étape du Tour d'Auvergne - 2e du Tour du Pays Saint-Pourcinois - 2e du Tour de la Dordogne - 3e du Trophée de l'Essor - 3e du Tour de la CABA - 3e du Tour d'Auvergne - 3e du Circuit des Deux Ponts - 2014 - Champion d'Auvergne sur route - 1re étape du Tour de l'Ardèche Méridionale - Tour du Jura : - Classement général - 1re et 2e (contre-la-montre par équipes) étapes - 3e et 5e étapes du Tour de Tarentaise - 1re étape de la Classic Jean-Patrick Dubuisson (contre-la-montre) - 2e du Tour de l'Ardèche Méridionale - 2e du Tour de Tarentaise - 2e de la Classic Jean-Patrick Dubuisson - 3e du Circuit des Monts du Livradois - 3e du Tour des Portes du Poitou - 3e du Trophée Roger-Walkowiak - 3e du Grand Prix de Villapourçon - 3e du Circuit des Deux Ponts | - 2015 - Circuit Boussaquin - 6e étape du Tour Cycliste Antenne Réunion - Grand Prix des Foires d'Orval - 2e du championnat d'Auvergne sur route - 2e du Circuit des Deux Ponts - 2e du Chrono de Tauxigny - 3e du Grand Prix de Villapourçon - 3e du Trophée Roger-Walkowiak - 2016 - Champion d'Auvergne-Rhône-Alpes sur route - Champion d'Auvergne-Rhône-Alpes du contre-la-montre - Atria Charade Cycliste Tour - Grand Prix de Saint-Germain-Lembron - Tour d'Auvergne : - Classement général - 2e étape - 2eb étape du Tour de la Guadeloupe - Prix de Chavannes-sur-Reyssouze - Tour du Pays de Gex-Valserine - Prix de la Charité-sur-Loire - 2e du Chrono des Achards - 3e du Tour du Loiret - 3e du Grand Prix de la Trinité - 3e du Souvenir Georges-Dumas - 2017 - Champion d'Auvergne-Rhône-Alpes - Tour de la Guadeloupe : - Classement général - 8e étape secteur b (contre-la-montre) - La Jean-Patrick Dubuisson : - Classement général - 2e (contre-la-montre par équipes) et 3e étapes - Prix des Vendanges - 2e du Grand Prix de La Machine - 2e des Quatre Jours des As-en-Provence - 2e du Prix des Vins Nouveaux - 2018 - Grand Prix By My Car - 1re étape du Tour Nivernais Morvan (contre-la-montre par équipes) - 1re étape du Tour de Tarentaise (contre-la-montre) - 8eb étape du Tour de la Guadeloupe (contre-la-montre) - 3e du championnat de France du contre-la-montre amateurs - 2019 - Grand Prix des Fêtes de Cénac-et-Saint-Julien - Circuit des Deux Ponts - 2e du Grand Prix de Vougy - 3e du Grand Prix de Villapourçon - 3e du Grand Prix Danièle Masdupuy - 3e du Chrono Châtelleraudais |  |

### Classements mondiaux
| Année           | 2014 | 2015 |
| --------------- | ---- | ---- |
| UCI Africa Tour | 218e | 194e |